# دينيس سميرنوف
دينيس سميرنوف (بالأوكرانية: Смірнов Денис Анатолійович)‏ (18 يونيو 1975 بأوكرانيا - ) هو لاعب كرة قدم أوكراني في مركز الوسط. لعب مع ميتالوره زابورجيا ونادي تافريا سيمفروبول وFC Torpedo Zaporizhzhia ‏ وهوفيرلا أوجهورود ‏.

## وصلات خارجية
- دينيس سميرنوف على موقع قاعدة بيانات كرة القدم.إي يو (الإنجليزية)